# Lissonota rubrica
Lissonota rubrica là một loài tò vò trong họ Ichneumonidae.